# Pietro Alemanno
Pour les articles homonymes, voir Alemanno.

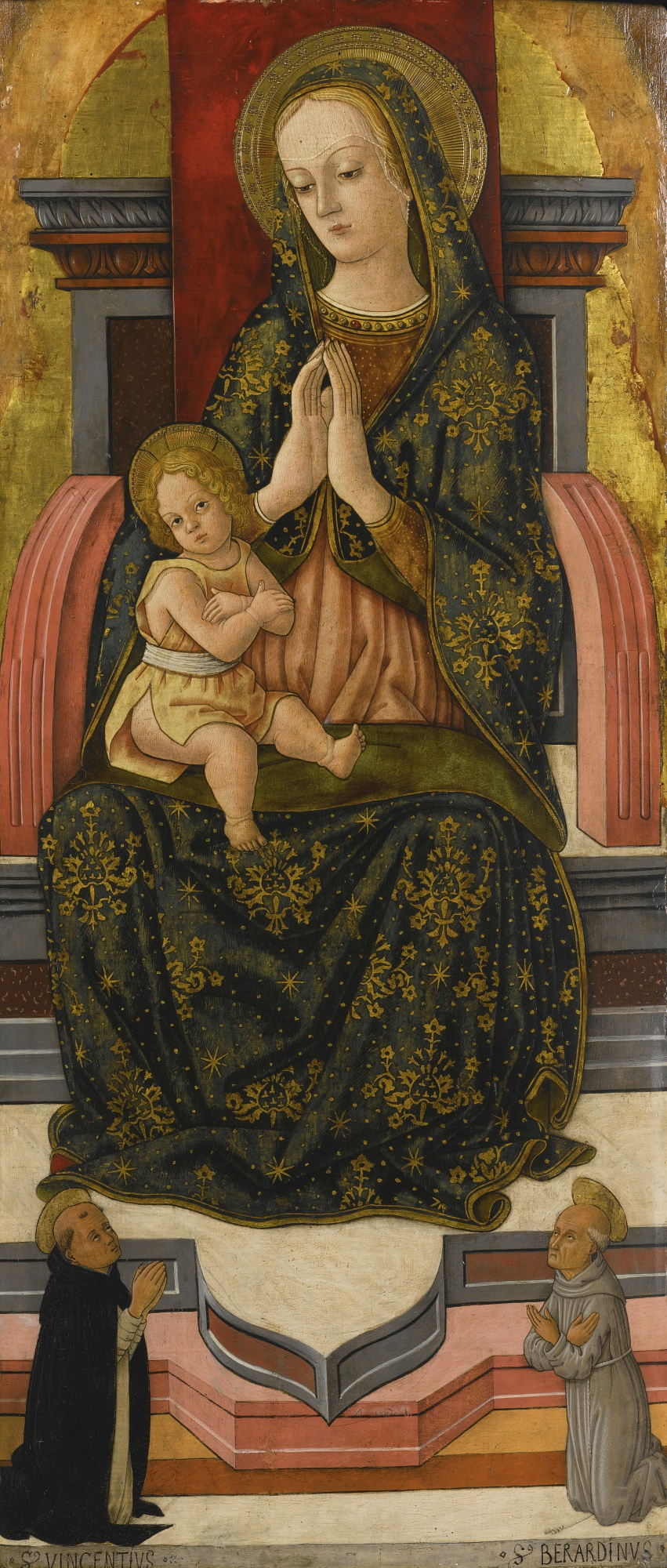
Madone à l’Enfant, 1430-1498

Pietro Alemanno (actif entre 1475 et 1498), est un peintre italien d'origine autrichienne, qui est arrivé à Ascoli Piceno en 1477, dans la communauté allemande locale, avec son père Guglielmo de Linis, qui a été actif dans ses activités parmi lesquelles figure l’imprimerie. Protagoniste du mouvement du Rinascimento adriatico (Renaissance Adriatique), qui influença la vie culturelle de Venise, de Padoue, de la région des Marches et de la Dalmatie, il est influencé, avec Carlo Crivelli alors à Ascoli Piceno, par les peintres de Camerino, Girolamo di Giovanni et Giovanni Boccati, ce qui complique ensuite les attributions respectives de leurs œuvres.

## Biographie
Pietro Grill, de son vrai nom, est presque inutilisé car il s’appelait lui-même ALAMANI ou ALAMANUS. Alemanno n’est rien d’autre qu’une appellation pour désigner à l’époque toutes les personnes de langue ou d’origine allemande. Au cours des siècles, il a été connu sous le nom de Pierre de Göttweih, de Göttweich ou de Göttweig, Pietro d'alemagna, alemanno, alamanno ou alemanni. Sa signature : "PETRUS ALAMANUS DE CHOETBEI" sur une prédelle mal conservée du polyptyque de Monterubbiano, nous transmet l’ancien nom de son lieu de naissance et documente avec certitude son activité dans les Marches à partir de 1475.
La fresque de la Madonna con Bambino e Santi, de l’église de la Madonna delle Rose di Torre San Patrizio, datée de 1466 et attribuée à l’Alemanno, atteste en revanche de la présence probable de l’auteur sur la Marca fermana (les Marches à hauteur de Fermo) au moins deux ans avant son maître Carlo Crivelli dont l’activité dans la zone commence seulement en 1468 avec l’achèvement du triptyque de Massa Fermana.
L’Alemanno s’installe à Ascoli Piceno vers 1470 peut-être attiré par l’existence d’une importante communauté d’origine allemande et y acquiert une maison en 1477. En 1485, il en obtint la citoyenneté à la suite des nombreuses commandes effectuées. Sa meilleure production a commencé avec son arrivée dans l’atelier de Carlo Crivelli, dont il absorbe complètement le style, ce qui rend très souvent difficile l’attribution de peintures qui nous sont parvenues sans signature. L'Alemanno est universellement reconnu comme disciple du maître vénitien; lui-même, dans une table centrale de politique appartenant à la collection de Lord James Carnegie, se signe : « OPVS PETRI ALAMANI DISCIPVLI MAIST I KAROLI CRIVELLI VENETI 1.4.8.8. " » Son style simple et la représentation schématique des Icônes Sacrées le rendirent même plus demandé que Carlo Crivelli lui-même[4], de sorte que dans les zones des provinces actuelles de Macerata, Fermo, Ascoli Piceno et Teramo, sont identifiables beaucoup de ses œuvres contenant pratiquement toujours les mêmes sujets, c’est-à-dire Madone sur le trône avec Enfant, associée aux saints patrons ou protecteurs des communautés commanditaires, et à différents saints.
Ses œuvres les plus nombreuses furent des fresques, malheureusement la faible résistance à l’humidité de cette technique picturale en a empêché la conservation et tout ce qui est visible aujourd’hui nécessite d’être restauré.
Sa production est fortement influencée par ladite École de Padoue de Francesco Squarcione dans l’atelier duquel se formèrent, outre Crivelli, le dalmate Giorgio Schiavone et le plus talentueux Andrea Mantegna. Certaines œuvres de l’Alemanno, comme d’ailleurs celles de son maître, furent soumises à une sorte de diaspora qui, au cours des siècles, conduisit au démembrement de certains polyptyques qui furent parfois vendus séparément ou définitivement perdus. Pour cette raison, mais aussi à cause des lois napoléoniennes de 1798 qui, en dépouillant les églises et les couvents, permirent le pillage aveugle des peintures sacrées, certaines œuvres de l’Alemanno sont actuellement incomplètes, d’une incomplétude le plus souvent arbitraire, et en des lieux sans aucun rapport avec les lieux pour lesquelles elles furent exécutées.

## Œuvres
- Polyptyque, Montefalcone Appennino
- Polyptyque de Monterubbiano, pinacothèque de Brera
- Triptyque, Castel Folignano
- Polyptyque, Montefortino
- Annonciation, Ascoli Piceno, (1484)
- Triptyque de Santa Ruffina (après 1497), Cesano di Valle Castellana

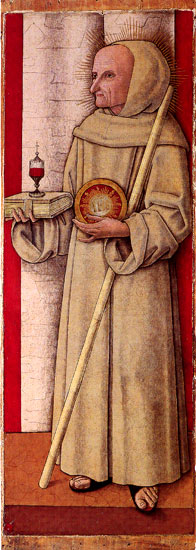
saint Jacques des Marches, XV°S, Pietro Alemanno
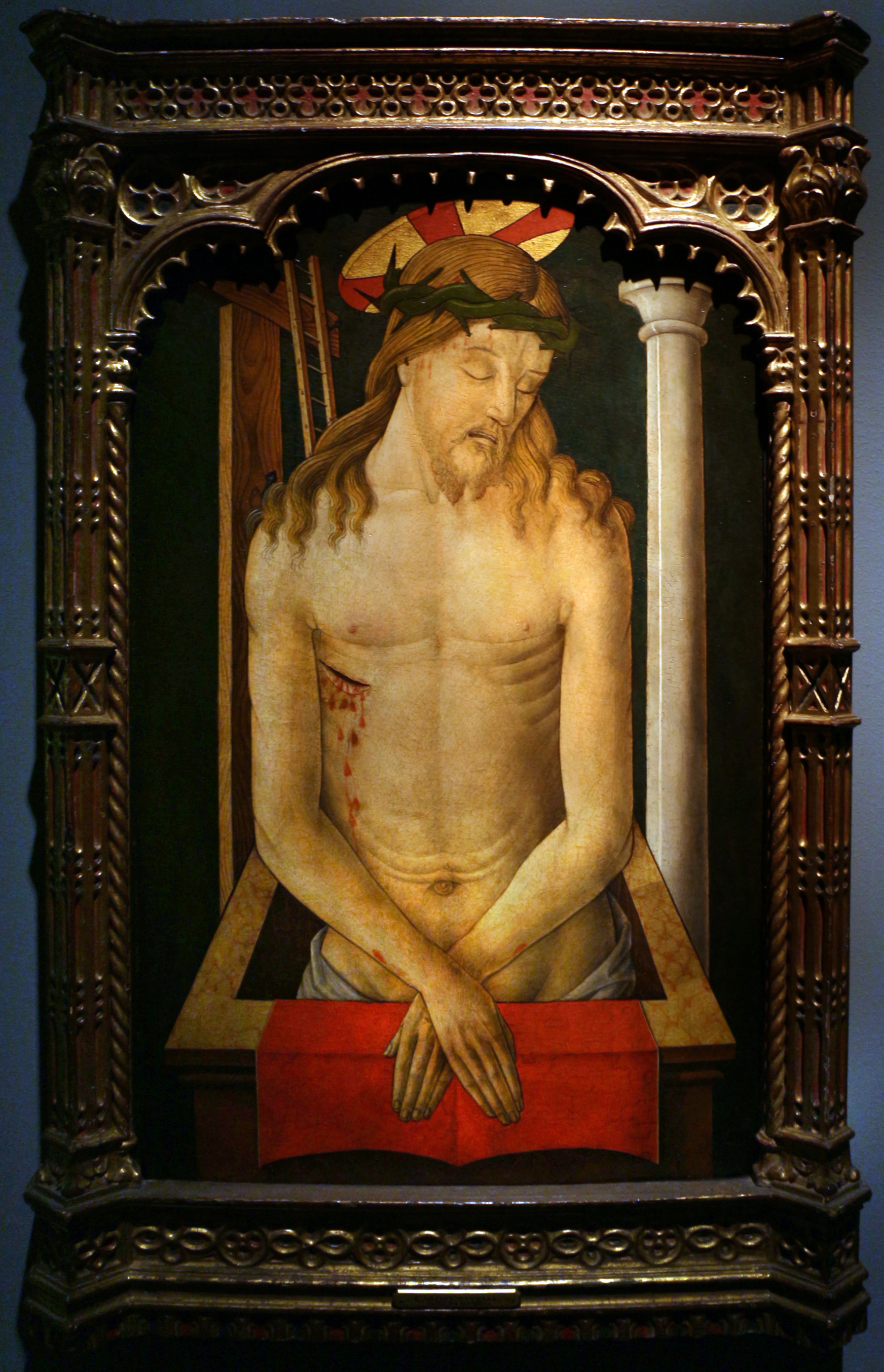
Homme des douleurs, XV°S., Pietro Alemanno
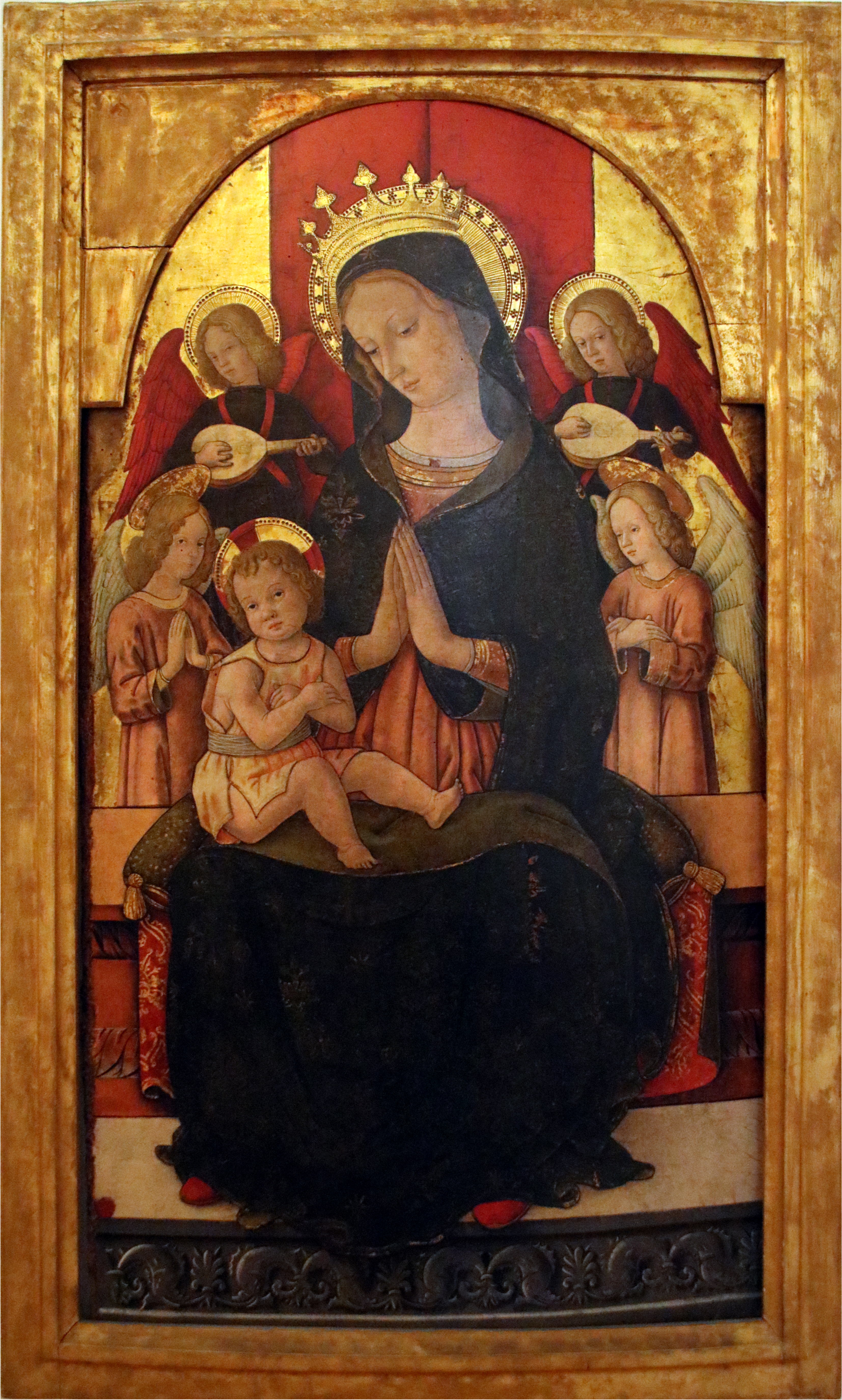
Madoneà l’Enfant parmi les Anges, XV°S., Pietro Alemanno
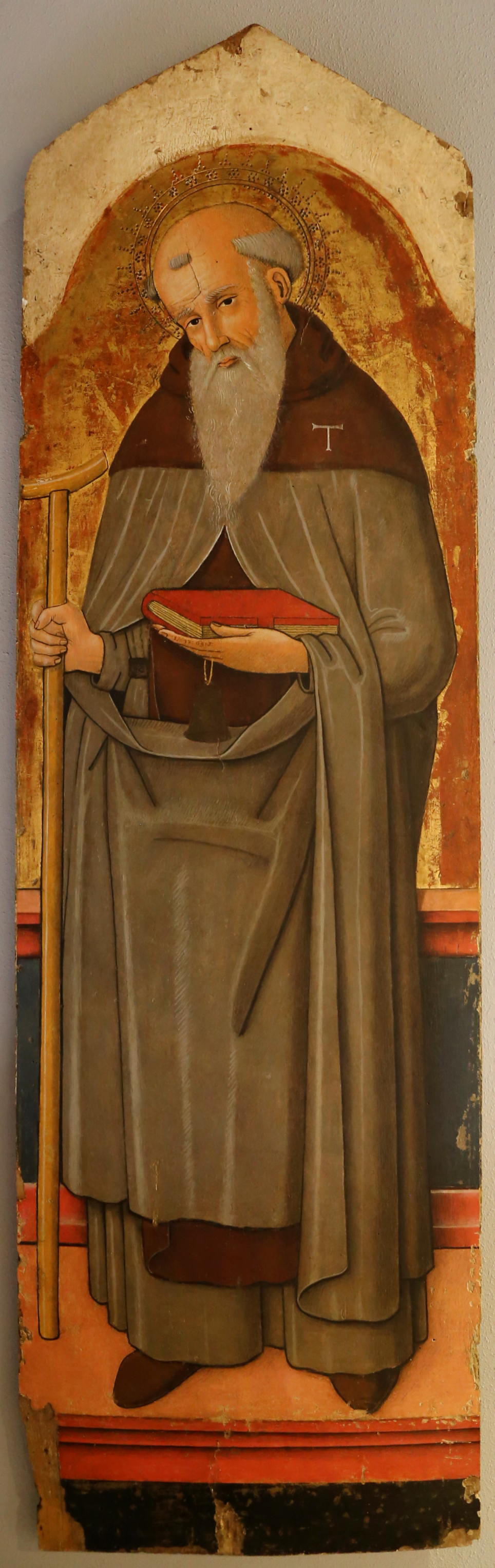
Antoine Abbé, après 1497, Pietro Alemanno, S.Rufina in Cesano (Valle Castellana)
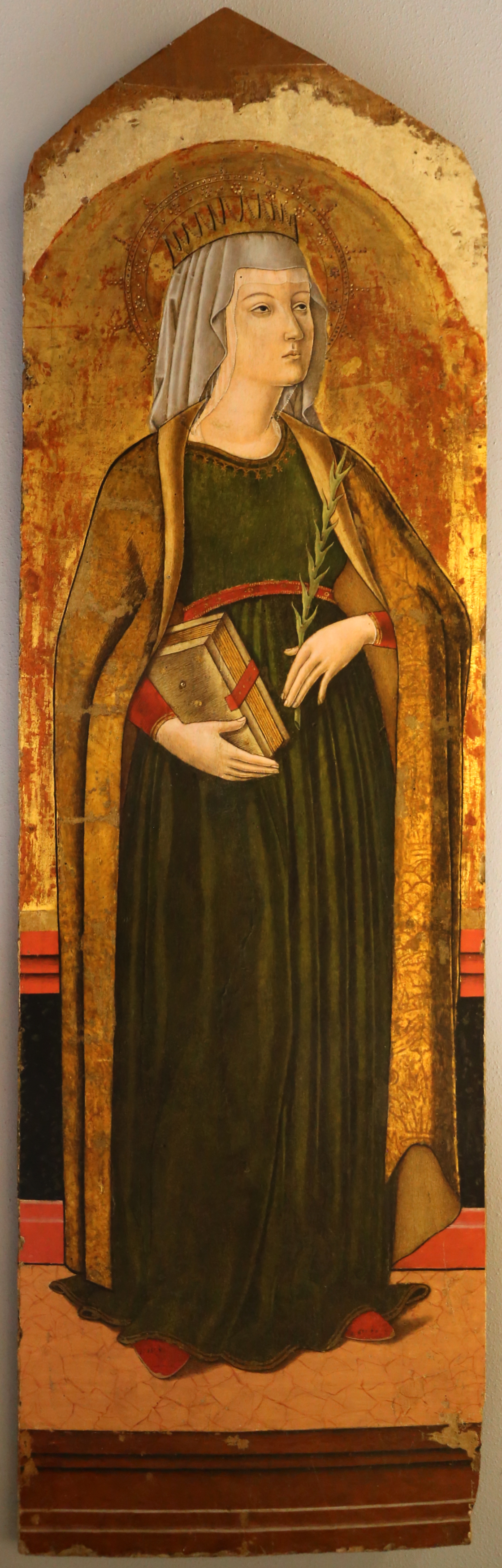
Santa Rufina, post 1497, Pietro Alemanno, Santa Rufina in Cesano (Valle Castellana)
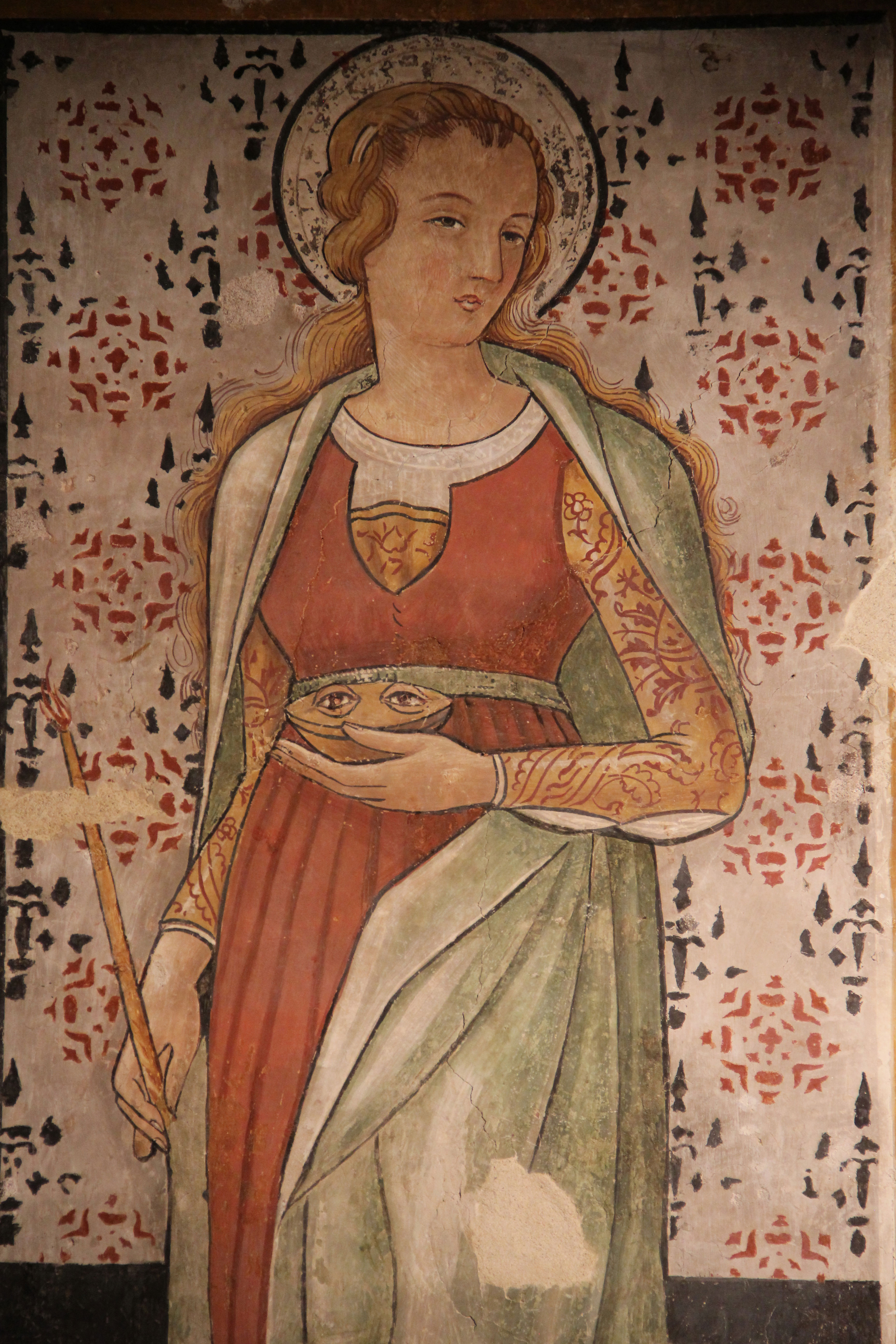
Détail de fresque de Pietro Alemanno

- Madone en Trône à l’Enfant avec sainte Rufine et saint Antoine Abbé, tempera sur bois, L'Aquila, Museo nazionale d'Abruzzo
- Madone en Trône à l’Enfant avec saints Jean Baptiste et Blaise de Sébaste, tempera sur bois, L'Aquila, Museo nazionale d'Abruzzo
- Madone à l'Enfant et Saints, tempera sur bois, triptyque, Paggese di Acquasanta Terme, Chiesa di San Lorenzo (attr.)
- Madone des Grâces, tempera sur bois, Ascoli Piceno, cathédrale Sant'Emidio
- San Giovanni Battista, tempera sur bois, Rome, Galleria Colonna
- San Michele Arcangelo, tempera sur bois, Rome, palais Barberini
- San Pietro, tempera sur bois, Rome, palais Barberini
- Ecce Homo avec instruments de la passion, tempera sur bois (partie d'un polyptyque démembré), Montefortino, Pinacothèque civique "Fortunato Duranti"
- Madone à l'Enfant avec saint Sébastien et saint Cosme, tempera sur bois (partie d'un polyptyque démembré), Montefortino, Pinacothèque Civique "Fortunato Duranti"
- Santa Lucia, tempera sur bois (partie d'un polyptyque démembré), Montefortino, Pinacothèque Civique "Fortunato Duranti"
- Saint Roch et Saint Sébastien, tempera su tavola, diptyque, Lapedona, église San Giacomo e San Quirico (attr.)
- Polyptyque de Monterubbiano, tempera sur bois, 1475, Milan, pinacothèque de Brera
- Madonna con Bambino e Santi, 1475-1480, polyptyque, Montefalcone Appennino, musée Palazzi Felici
- Madonna con Bambino, San Cipriano e Santa Caterina, 1476-1482, triptyque, Castel Folignano di Folignano, église de Santa Maria et Saint Cyprien
- Tavola cuspidata, 1485, Ascoli Piceno, musée diocésain
- Madonna della Misericordia, tempera su tavola, 1494, Sarnano, église de Santa Maria Assunta
- Polyptyque de Saint Léonard, Ascoli Piceno, Pinacothèque civique
- Polyptyque de Sainte Marie de la charité, 1489, Ascoli Piceno, Pinacothèque civique
- Santa Veneranda, 1482, partie d’un polyptyque démembré, Ascoli Piceno, Pinacothèque civique
- Christ mort entre saint Sébastien et saint Roch, partie d'un polyptyque démembré, Ascoli Piceno, Pinacothèque civique
- Annonciation, toile, 1484, Ascoli Piceno, Pinacothèque civique
- Madone de la Miséricorde, toile, 1485, San Ginesio, Chiesa della Collegiata
- Fresque, Sarnano, crypte de l'église de Santa Maria Assunta
- Madonna delle Grazie, fresque, Teramo, sanctuaire de la Madone des Grâces
- Madonna con Bambino, fresque, Ascoli Piceno, église du Crucifix de l’Icône.
- Madonna con Bambino e Santi, 1466, fresque, Torre San Patrizio, église de la Madone des Roses
- San Giacomo della Marca, 1488-1490, fresque, Ascoli Piceno, palais des Capitaines du Peuple
- San Giacomo della Marca, 1488-1490, fresque, Tronzano di Ascoli Piceno, église de Sant'Emidio
- Santa Lucia, toile, 1490, Offida, Pinacothèque civique (attr.)
- Santa Maria Maddalena (?), partie d'un polyptyque démembré, Ascoli Piceno, Pinacoteca civica
- San Giacomo della Marca, partie d'un polyptyque démembré, Ascoli Piceno, Pinacoteca Civica

## Sources
- (it) Cet article est partiellement ou en totalité issu de l’article de Wikipédia en italien intitulé « Pietro Alemanno » (voir la liste des auteurs).